# Браман (Оклахома)
Браман (англ. Braman) — місто (англ. town) в США, в окрузі Кей штату Оклахома. Населення — 160 осіб (2020).

## Географія
Браман розташований за координатами 36°55′25″ пн. ш. 97°20′7″ зх. д. / 36.92361° пн. ш. 97.33528° зх. д. (36.923747, -97.335231).  За даними Бюро перепису населення США в 2010 році місто мало площу 0,43 км², уся площа — суходіл.

## Демографія
Згідно з переписом 2010 року, у місті мешкало 217 осіб у 94 домогосподарствах у складі 68 родин. Густота населення становила 502 особи/км².  Було 121 помешкання (280/км²).
Расовий склад населення:
| - 87,1 % — білих - 6,0 % — корінних американців - 0,5 % — вихідців з тихоокеанських островів - 1,4 % — осіб інших рас |

До двох чи більше рас належало 5,1 %. Частка іспаномовних становила 6,0 % від усіх жителів.
За віковим діапазоном населення розподілялося таким чином: 21,7 % — особи молодші 18 років, 53,9 % — особи у віці 18—64 років, 24,4 % — особи у віці 65 років та старші. Медіана віку мешканця становила 45,1 року. На 100 осіб жіночої статі у місті припадало 102,8 чоловіків;  на 100 жінок у віці від 18 років та старших — 100,0 чоловіків також старших 18 років.
Середній дохід на одне домашнє господарство  становив 56 075 доларів США (медіана — 40 625), а середній дохід на одну сім'ю — 69 590 доларів (медіана — 46 667). За межею бідності перебувало 24,7 % осіб, у тому числі 34,9 % дітей у віці до 18 років та 23,3 % осіб у віці 65 років та старших.
Цивільне працевлаштоване населення становило 78 осіб. Основні галузі зайнятості: роздрібна торгівля — 26,9 %, освіта, охорона здоров'я та соціальна допомога — 16,7 %, транспорт — 12,8 %, будівництво — 10,3 %.